# Ershovite
La ershovite è un minerale.